# Нов завет
Новият завет е централното писмено свидетелство на християнството, в което основната представена личност е Исус Христос. Съставлява втората част на Библията (след Стария завет) и съдържа 27 книги, в това число евангелия, история и дейност на първите християни, писма (послания) и книгата Откровение.
Написан е на старогръцки език (на латински: Novum Testamentum Graece) и по-точно на разпространеното наречие „койне“ или новозаветен гръцки.

## Книги на Новия завет

### Евангелия
- Евангелие от Матей
- Евангелие от Марко
- Евангелие от Лука
- Евангелие от Йоан[1]

### История на апостолите
- Деяния на апостолите (Acta Apostolorum)

### Послания на ап. Павел
- Послание към римляните
- Първо послание към коринтяните
- Второ послание към коринтяните
- Послание към галатяните
- Послание към ефесяните
- Послание към филипяните
- Послание към колосяните
- Първо послание към солунците
- Второ послание към солунците
- Първо послание към Тимотей
- Второ послание към Тимотей
- Послание към Тит
- Послание към Филимон

### Съборни (общи) послания
- Послание на Яков
- Първо послание на Петър
- Второ послание на Петър
- Първо послание на Йоан
- Второ послание на Йоан
- Трето послание на Йоан
- Послание на Юда

### Откровението
- Откровение на Йоан